# Seznam tolerančních kostelů v Česku

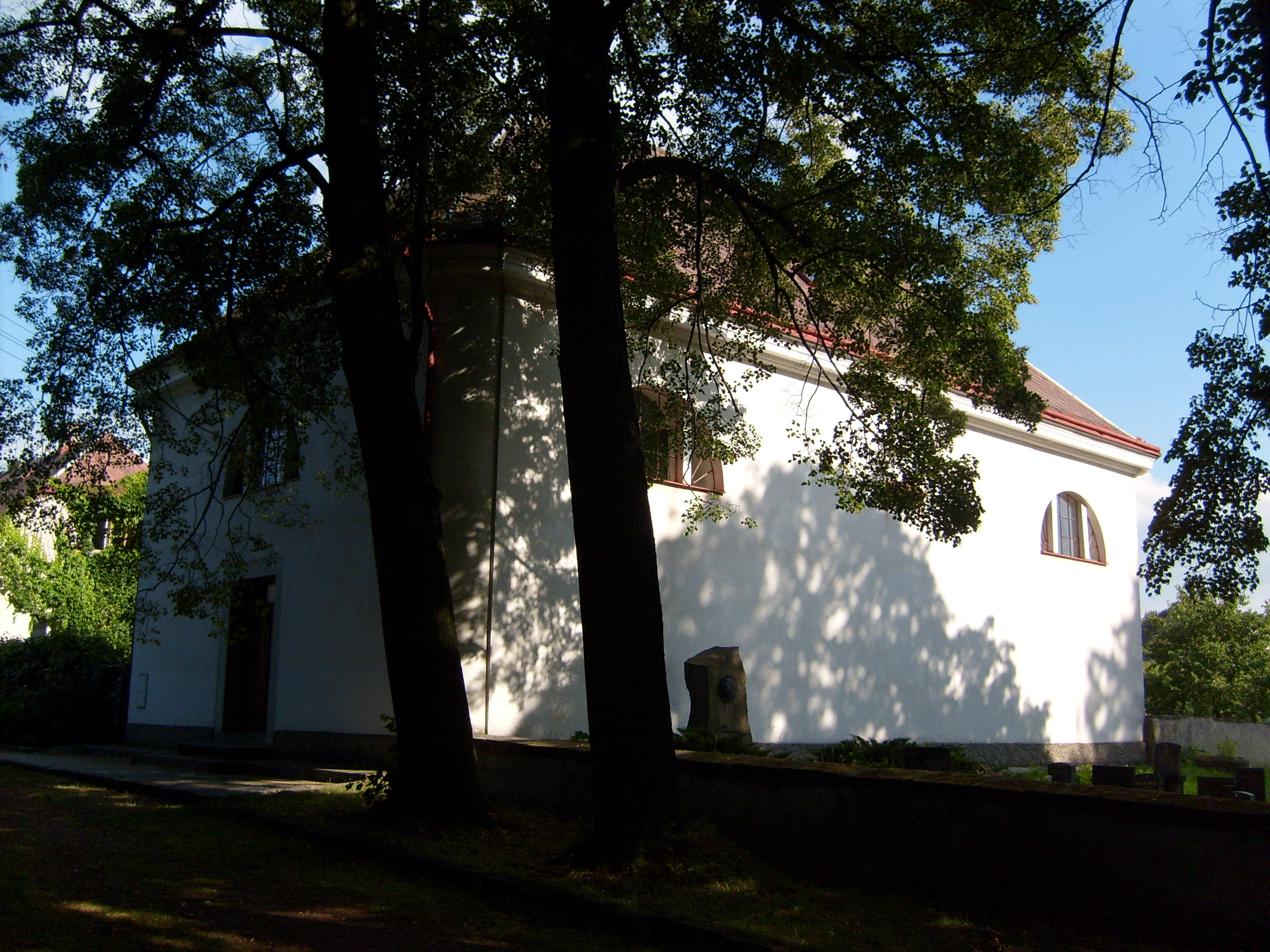
Toleranční kostel z let 1842–1847 v Hradišti u Nasavrk

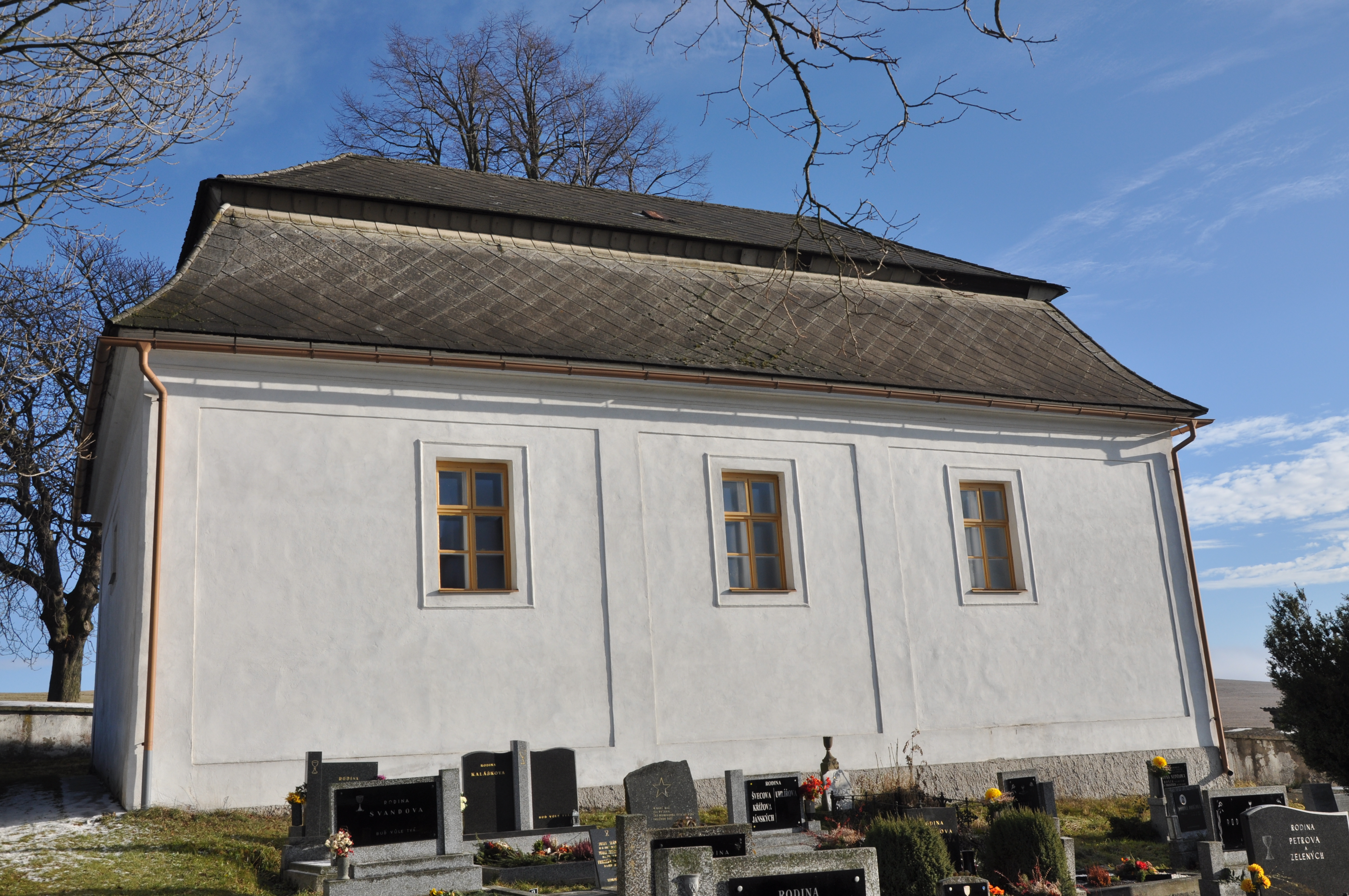
Kostel v Daňkovicích

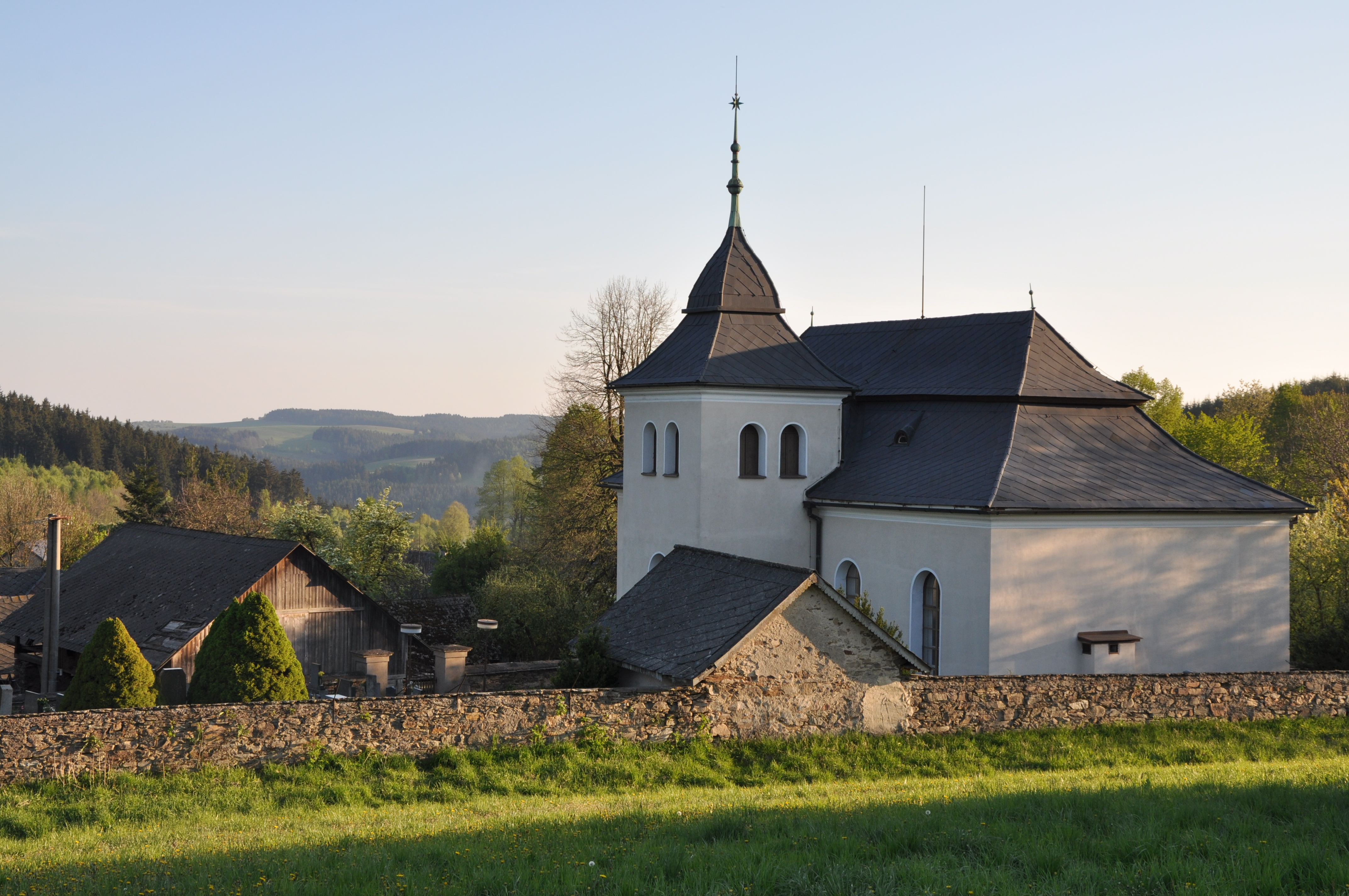
Kostel ve Veselí s přistavěnou věží

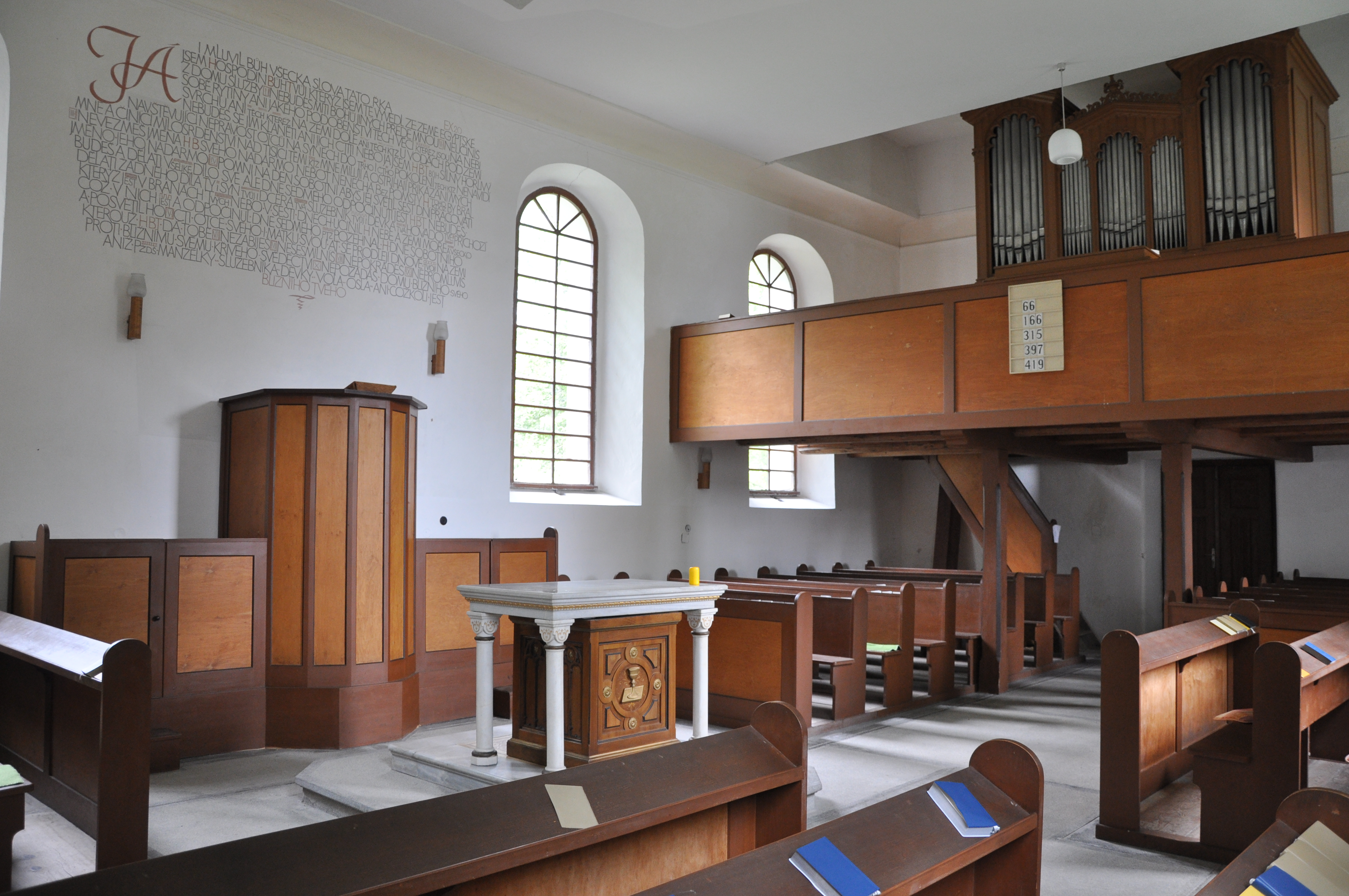
Interiér kostela v Telecím s charakteristickým uspořádáním lavic

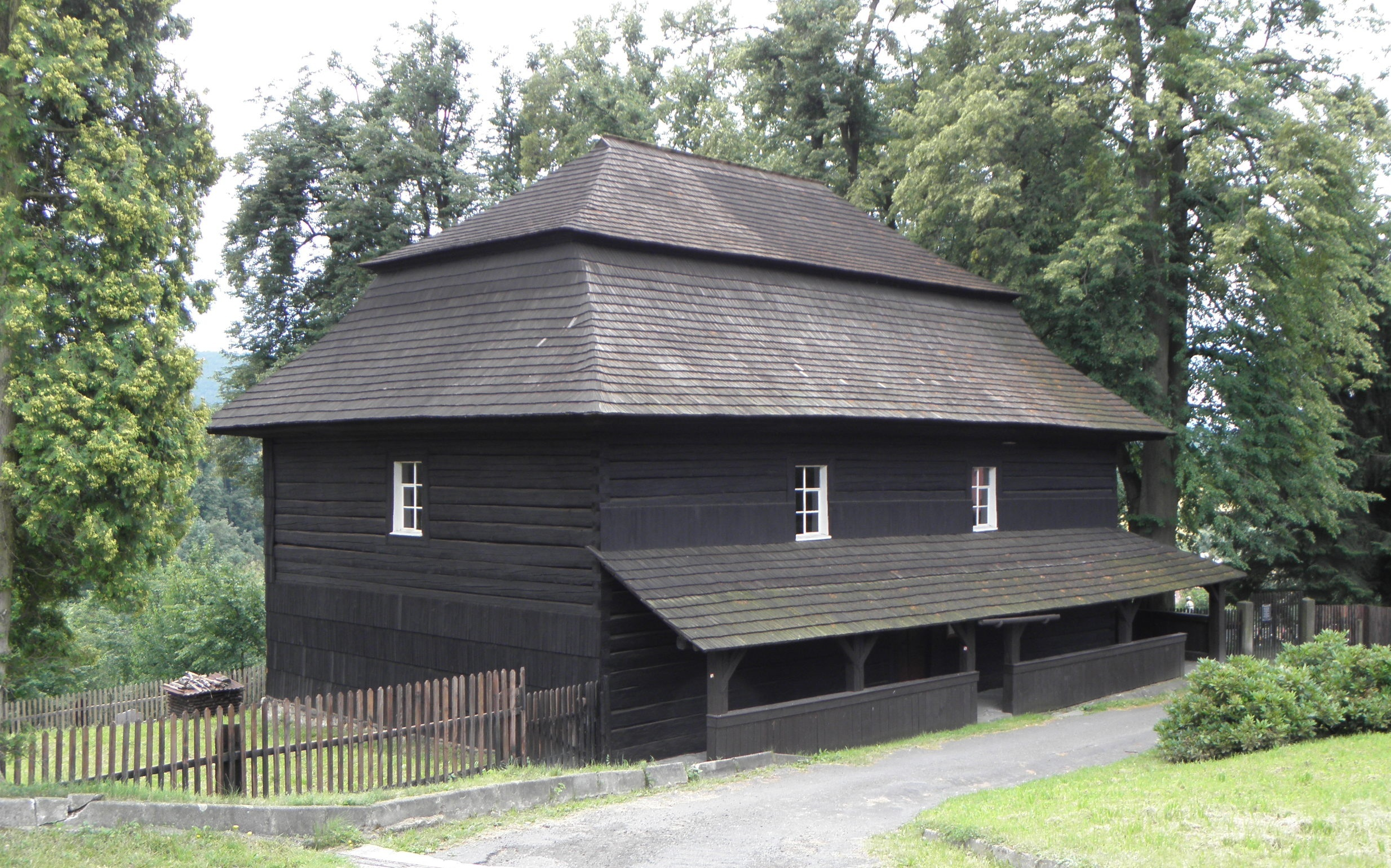
Kostel ve Velké Lhotě chráněný jako národní kulturní památka České republiky

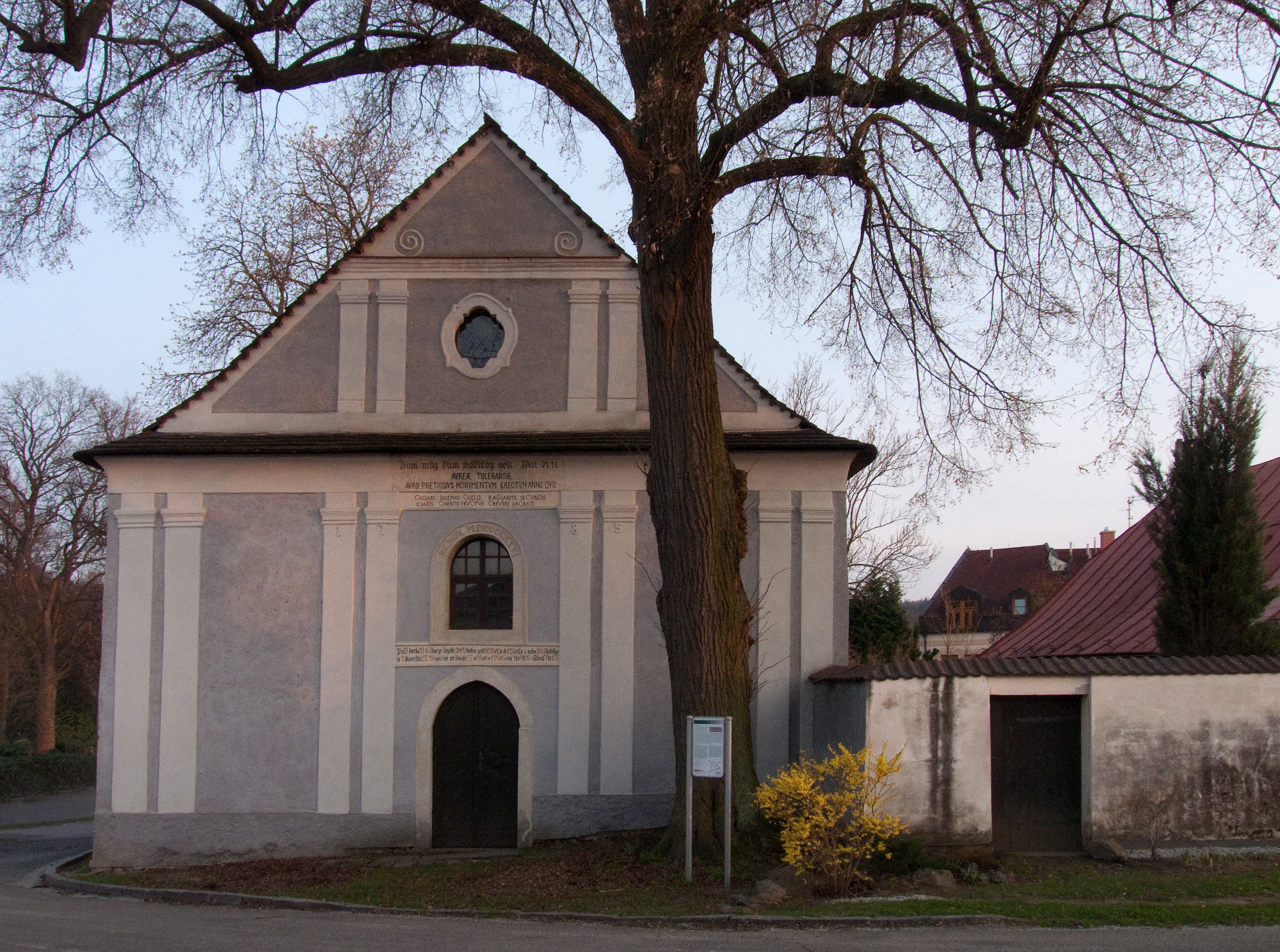
Dnes již neužívaný kostel v Humpolci

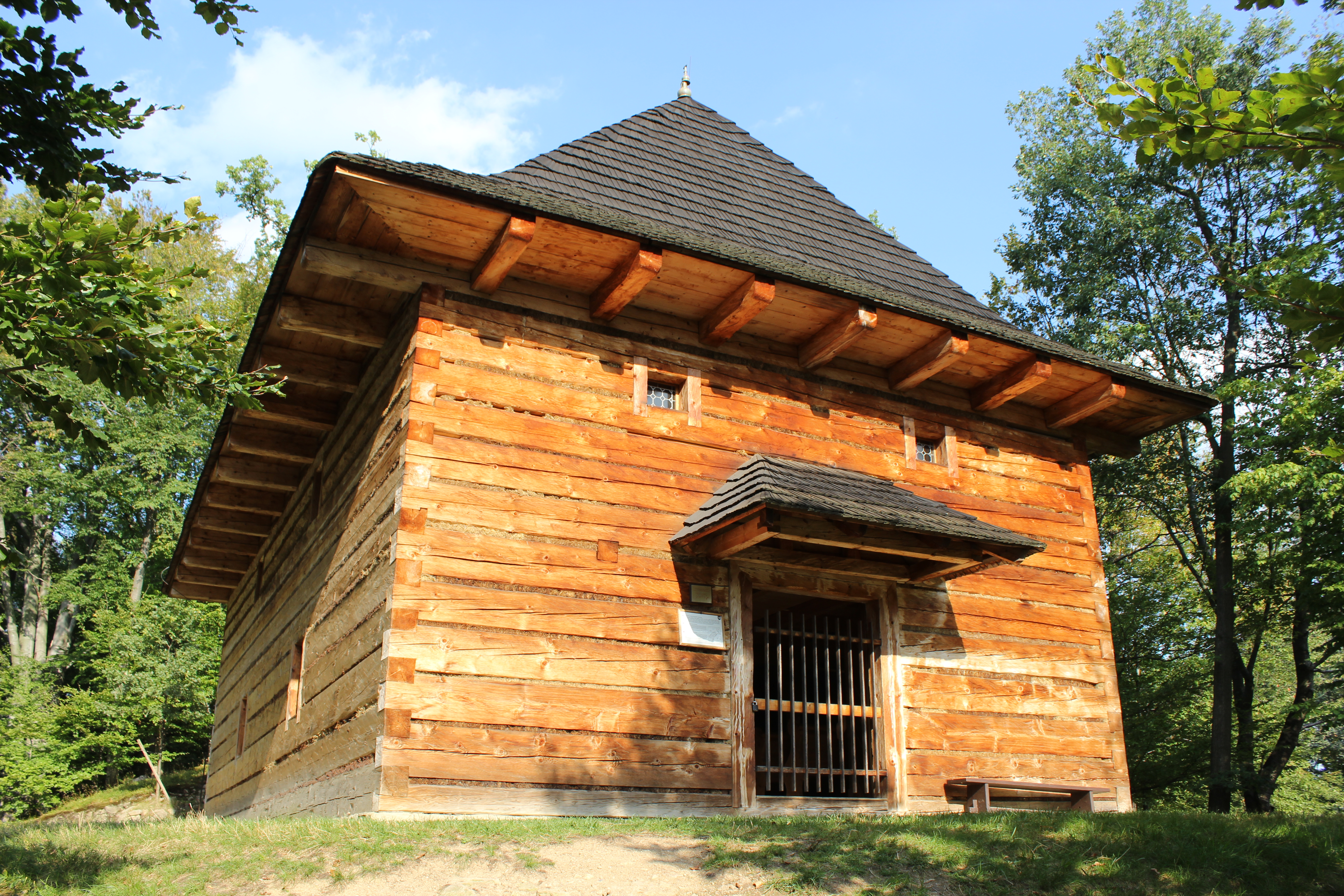
Evangelický toleranční kostel z Huslenek (ve Valašském muzeu v přírodě)

Toleranční kostely, resp. toleranční modlitebny na území dnešní České republiky vznikaly v letech 1781–1849/1861, tj. v době od vydání Tolerančního patentu (1781) do vydání tzv. Protestantského provizoria (1849) či Protestantského patentu (1861).
Kostely nesměly mít věž a zvony, nesměly mít vstup z hlavní silnice, okna nesměla být oblouková či lomená a kostely svojí stavbou spíše připomínaly obyčejné vesnické stodoly. Později se věže často dostavovaly a kostely se různě upravovaly, ale dochovalo se také několik kostelů s původním půdorysem. Pro kalvínské toleranční kostely je také charakteristické zvláštní uspořádání lavic, kdy je stůl Páně a kazatelna uprostřed kostela při delší zdi a lavice jsou kolem uspořádány jakoby do kruhu. Toto uspořádání se také leckde dochovalo do současnosti.

## Seznam
- kostel v Borové
- kostel v Bučině
- kostel v Bošíně (zbořen)
- kostel v Dvakačovicích (zbořen)
- kostel ve Džbánově
- kostel v Hořátvi
- kostel v Hradišti (na místě staršího dřevěného tolerančního kostela)
- kostel v Huslenkách (zbořen, ve valašském muzeu v přírodě v Rožnově pod Radhoštěm stojí jeho kopie)
- kostel v Chlebech (zbořen)
- kostel v Javorníku nad Veličkou
- kostel v Klášteře nad Dědinou
- kostel v Krabčicích (již nestojí, nahrazen současným kostelem)
- kostel v Kovanci
- kostel v Krakovanech
- kostel v Křížlicích
- kostel v Kšelech
- kostel v Ledčicích
- kostel v Libenicích
- kostel v Libici (zbořen)
- kostel v Libiši
- kostel v Libštátu
- augsburský kostel v Libštátu
- kostel v Lysé nad Labem
- kostel v Mělnickém Vtelnu
- kostel v Miroslavi
- kostel v Nebuželech
- kostel v Proseči (na místě staršího tolerančního kostela)
- kostel v Rybníkách
- kostel ve Sloupnici
- kostel v Soběhrdech (na místě staršího dřevěného tolerančního kostela)
- kostel ve Svratouchu
- kostel v Telecím
- kostel ve Velenicích
- kostel ve Velimi (zbořen)
- kostel ve Velké Lhotě
- kostel ve Velké Lhotě u Dačic
- kostel horního sboru ve Vsetíně
- kostel dolního sboru ve Vsetíně (zásadně novorománsky přestavěn v letech 1881–1882)
- kostel ve Vysoké

### Toleranční kostely v Kraji Vysočina
- kostel v Daňkovicích
- kostel v Horních Dubenkách
- kostel v Horní Krupé
- kostel v Horních Vilémovicích
- kostel v Humpolci (nevyužívaný, nyní však nově (2010) opravený)
- kostel v Jimramově
- kostel v Krucemburku
- kostel v Moravči
- kostel v Novém Městě na Moravě (zbořen)
- kostel v Prosetíně
- kostel v Rovečném (zbořen)
- kostel v Sázavě
- kostel ve Sněžném
- kostel ve Strměchách
- kostel ve Veselí

### Toleranční kostely na Těšínsku
- kostel Spasitele v Bílsku-Bělé (dnes v Polsku)
- kostel Jana Křtitele v Bílsku-Bělé (dnes v Polsku)
- kostel v Bludovicích
- kostel v Bystřici
- kostel v Drahomyšli (dnes v Polsku)
- kostel v Holešově (dnes v Polsku; na místě staršího dřevěného tolerančního kostela)
- kostel v Javoří (dnes v Polsku)
- kostel v Komorní Lhotce
- kostel v Návsí (na místě staršího dřevěného tolerančního kostela)
- kostel v Ustroni (dnes v Polsku; na místě staršího dřevěného tolerančního kostela)
- kostel ve Visle (dnes v Polsku)